# Heze
Heze es el nombre de la estrella ζ Virginis (ζ Vir / 79 Virginis), de magnitud aparente +3,37. Es la cuarta estrella más brillante de la constelación de Virgo, después de Espiga (α Virginis), Porrima (γ Virginis) y Vindemiatrix (ε Virginis). Se desconoce el origen de su nombre.
Heze está situada muy cerca del ecuador celeste, apenas medio grado al sur y, junto a α Sextantis, es una referencia útil para localizarlo.

## Características
Heze es una estrella blanca de la secuencia principal de tipo espectral A3V que se encuentra a 73 años luz del sistema solar. Su temperatura superficial de 8400 K y su luminosidad, 18 veces mayor que la del Sol, permiten estimar su masa y radio. Su masa es 1,9 veces mayor que la masa solar y su radio es el doble que el radio solar. Tiene una edad aproximada de 510 millones de años, lo que supone que ha recorrido el 54% de su trayecto dentro de la secuencia principal.
Con una velocidad de rotación en su ecuador de al menos 222 km/s, realiza un giro completo en menos de un día.
Su contenido metálico es sensiblemente inferior al solar ([Fe/H] = -0,26).

## Compañera estelar
En 2010 se descubrió que Heze tiene una tenue compañera estelar cuyo brillo es unas 7 magnitudes inferior —en banda H— al de la estrella primaria.
Modelos de evolución estelar permiten estimar su masa en 0,17 masas solares.
Asumiendo que ambos objetos tienen la misma edad, su masa sugiere que es una enana roja de tipo espectral M4V - M7V, lo que ha sido confirmado por medidas espectroscópicas.
El semieje mayor de la órbita es de, al menos, 24,9 UA y su período orbital es superior a 124 años.
La excentricidad de la órbita es igual o mayor de 0,16.